# Engar

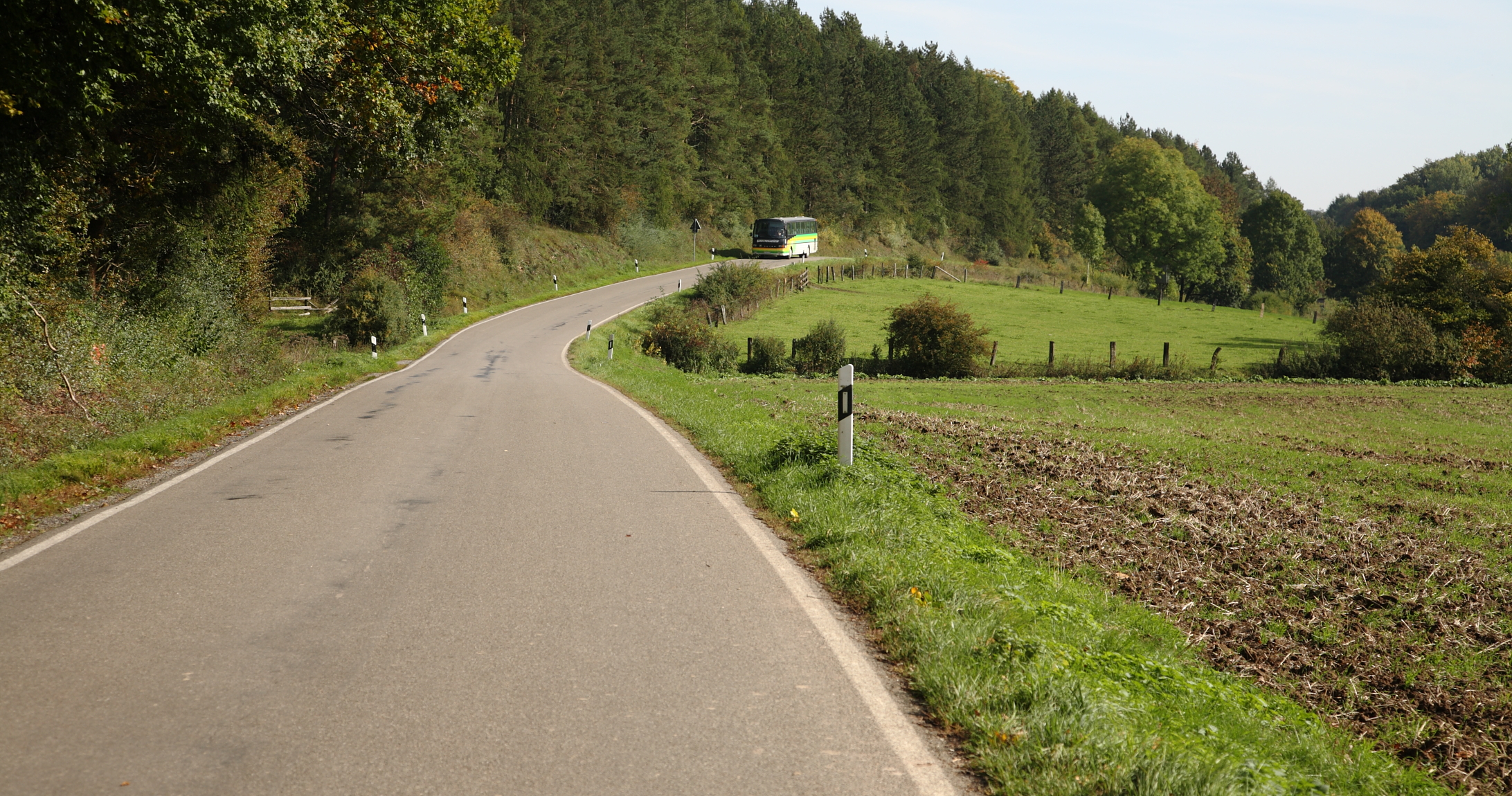
K15 zwischen Ikenhausen und Engar im Tal der Eder (Richtung Engar).

Engar ist ein Stadtteil von Willebadessen im nordrhein-westfälischen Kreis Höxter in Deutschland. Bis zur Eingemeindung am 1. Januar 1975 war Engar eine selbständige Gemeinde im Amt Peckelsheim.

## Lage und Verkehr
Der Ort liegt im Tal des Bachs Eder. In Engar kreuzen sich, und verlaufen kurzzeitig gemeinsam, die Kreisstraße K 14 von Löwen nach Nörde und die K 15 von Ikenhausen nach Hohenwepel.

## Geschichte
Der Ort wurde in der Zeit von 918–937 als „Engeri“ erstmals urkundlich erwähnt, als Bischof Unwan von Paderborn den vom Damenstift Heerse bisher als Lehen besessenen Zehnt zu Engar in freies Eigentum umwandelte. Um 1250 hatte das Kloster Willebadessen zwei Häuser in „Engere“ in Besitz.
1779 bestanden in „Enger“ ein adeliges Gut und eine Meierei im Besitz der Herren von Schade, zuvor im Besitz der Grevenstein. Der Ort gehörte bis zu den Napoleonischen Kriegen zur Landvogtei Peckelsheim im Hochstift Paderborn. Von 1807 bis 1813 gehörte Engar zum Kanton Peckelsheim im Departement der Fulda des Königreichs Westphalen. 1816 kam Engar zum neuen Kreis Warburg in der preußischen Provinz Westfalen, in dem die Gemeinde zum Amt Peckelsheim gehörte. 
1975 wurde Engar mit den Städten Peckelsheim und Willebadessen sowie den Gemeinden Altenheerse, Borlinghausen, Eissen, Fölsen, Helmern, Ikenhausen, Löwen, Niesen, Schweckhausen, Willegassen zur Stadt Willebadessen vereinigt, die gleichzeitig in den Kreis Höxter wechselte. (§ 32 Sauerland/Paderborn-Gesetz)

## Einwohnerentwicklung
| Jahr    | Einwohner |
| ------- | --------- |
| 1821    | 116       |
| 1832/35 | 152       |
| 1895    | 171       |
| 1931    | 169       |
| 2015    | 279       |
| 2021    | 289       |

## Bauwerke
In der Liste der Baudenkmäler in Willebadessen ist für Engar ein Baudenkmal aufgeführt.